# Chasseneuil-du-Poitou
Chasseneuil-du-Poitou is een gemeente in het Franse departement Vienne (regio Nouvelle-Aquitaine) en telt 4.692 inwoners (2019). De plaats maakt deel uit van het arrondissement Poitiers.

## Geografie
De oppervlakte van Chasseneuil-du-Poitou bedraagt 17,7 km², de bevolkingsdichtheid is 266 inwoners per km².
In de gemeente vloeit de Auxence in de Clain.

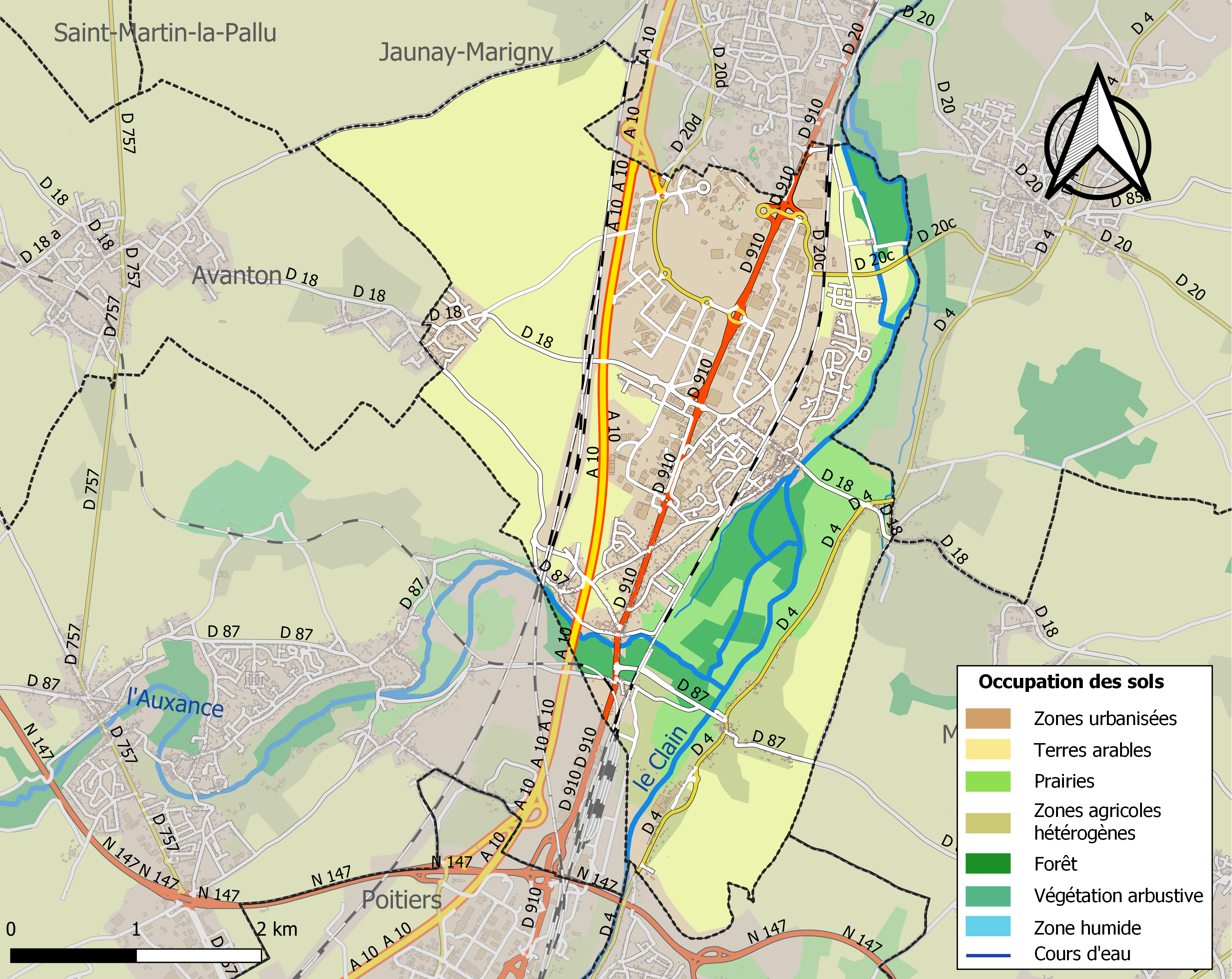
Kaart van de gemeente met de belangrijkste infrastructuur, bodemgebruik en omliggende gemeenten

## Verkeer en vervoer
In de gemeente liggen de spoorwegstations Futuroscope (bij attractiepark Futuroscope) en Chasseneuil-du-Poitou.
De autosnelweg A10 loopt door de gemeente.

## Demografie
Onderstaande figuur toont het verloop van het inwonertal (bron: INSEE-tellingen).

## Onderwijs
- École nationale supérieure de mécanique et d'aérotechnique